# داجمار بريمر
داجمار بريمر (بالألمانية: Dagmar Bremer)‏ هي لاعب هوكي الحقل ألمانية، ولدت في 13 سبتمبر 1963 في كولونيا في ألمانيا.

## وصلات خارجية
- داجمار بريمر على موقع اللجنة الأولمبية الدولية (الإنجليزية)
- داجمار بريمر على موقع أوليمبيديا (الإنجليزية)